# Giovanni Gastaldi
Giovanni Gastaldi (Vercelli, 19 luglio 1919 – Forno di Valstrona, 9 maggio 1944) è stato un partigiano italiano, medaglia d'oro al valor militare alla memoria.

## Biografia
Nel 1941 era stato arruolato, da volontario, nel 2º Reggimento Alpini ed era stato mandato alla Scuola di alpinismo di Aosta. Ammalatosi e dichiarato inabile al servizio militare, Gastaldi riprese gli studi che aveva interrotto all'Università di Torino. Dopo l'armistizio, il giovane, accorso nelle file dei garibaldini della Valsesia, si diede ad organizzare i servizi sanitari dei partigiani in Valsesia e nell'Ossola, senza esimersi dalle azioni più rischiose come sanitario e come combattente.
Il "dottor Marco", come lo chiamavano i suoi partigiani e i valligiani della zona, fu sorpreso, il 9 maggio 1944, da un reparto della Divisione fascista "Tagliamento", nell'infermeria che aveva allestito a Forno di Valstrona. Gastaldi tentò inutilmente di proteggere i partigiani feriti e fu massacrato con otto di loro. A Giovanni Gastaldi è stata intitolata una via a Roma. Porta il suo nome anche un corso di Vercelli. Nel 1996, la sezione vercellese dell'Associazione Nazionale Alpini ha collocato una lapide, in piazza Roma, per ricordare l'eroe della Resistenza.